# Тупчій Олексій Петрович
Тупчі́й Олексі́й Петро́вич (нар. 22 серпня 1986) — український футболіст, опорний півзахисник.

## Біографія
Народився 22 серпня 1986 року у місті Первомайську Миколаївської області в родині дитячого тренера з футболу Петра Павловича Тупчія. Заняття футболом розпочав у Первомайській ДЮСШ у тренера Костянтина Доценка.
У ДЮФЛ України виступав за київські команди «РВУФК» (1999–2003) і «Зміна-Оболонь» (2003).
З 2004 року й до теперішнього часу грає у вищій лізі чемпіонату Білорусі. У 2009 році в складі могильовського «Дніпра» став бронзовим призером першості Білорусі. У сезоні 2010–2011 року брав участь у матчах кваліфікаційного раунду Ліги Європи УЄФА проти албанського «Лачі» та іспанського «Вільярреала».
Заочно навчався на факультеті фізичного виховання НУК.